# Wanderson Mendes
Wanderson Mendes – brazylijski zapaśnik walczący w stylu klasycznym. Brązowy medalista mistrzostw Ameryki Południowej w 2013 roku.